# Salomon de Bretagne
Pour les articles homonymes, voir Salomon et Salaün.
Salomon ou Salaün, né probablement entre 810 et 820, mort en 874 fils de Riwallon, comte du Poher, fut roi de Bretagne de 857 au 25 juin 874. C'est sous son règne que le royaume de Bretagne connut son extension maximale. Salomon est inscrit au Martyrologe de l'Église catholique, et sa fête est fixée au 25 juin.

## Son nom
Le nom provient du nom du roi biblique. En ancien breton, son nom était Salamun, devenu Salavun, puis en breton moderne Salaün, nom de famille répandu en Bretagne.

## Biographie
La vie de saint Salomon est racontée dans la Chronique de Saint-Brieuc (Chronicon Briocense) rédigée probablement avant les années 1010-1040, soit aux alentours de deux siècles après sa mort.

### Les origines familiales
Salomon naît aux alentours de 810-820. Il est le fils de Riwallon, frère ou beau-frère de Nominoe et comte de Poher. Il avait un frère nommé Rivelen, comte de Cornouaille puis comte de Vannes, dont le fils se nommait Guigon, comme le fils cadet de Salomon. Il est probable qu'il soit aussi le cousin germain d'Erispoë, fils de Nominoë et roi de Bretagne en 851. Compte tenu des différences de leur onomastique familiale respective, Erispoë et Salomon seraient alliés par les femmes, l'épouse de Nominoë étant peut-être la sœur de celle de Riwallon, faisant de ce dernier le beau-frère de Nominoë. Les noms utilisés dans la famille de Nominoë (Nominoë, Erispoë, Conan) sont en effet totalement différents de ceux de la famille de Riwallon (Riwallon, Salomon, Rivelen, Guigon), ce qui semble démontrer qu’ils appartenaient à deux lignées agnatiques différentes. L'acte CV du cartulaire de Redon indique que Nominoé fut le tuteur (Nominoé sui nutritoris) de Salomon.

### L’ascension vers le pouvoir
Selon les Annales de Saint-Bertin, il reçoit en 852 un tiers de la Bretagne de Charles le Chauve, roi des Francs occidentaux, après s'en être fait le fidèle. Charles lui confie, sous l'autorité d'Erispoë, les terres précédemment confiées à Lambert II de Nantes, récemment assassiné : comtés de Nantes et de Rennes, et voirie de Retz. Cette manœuvre de Charles a pu viser à introduire la discorde entre les deux cousins. Dès lors, Salomon devient incontournable dans la vie du royaume breton : il contresigne ou donne son accord dans quatre des actes de son cousin, ce qui atteste sa prééminence.

### Roi de Bretagne
Il se couronne lui-même roi de Bretagne en 857, après avoir assassiné son cousin Erispoë, dont il n'approuvait pas le rapprochement avec la Francie occidentale. Cette politique risquait de lui faire perdre des terres au profit du roi breton. Erispoë projetait en effet de marier sa fille avec Louis, fils de Charles II le Chauve, et de la doter d'une partie de la Neustrie devenue bretonne en 851, à savoir les comtés de Nantes et de Rennes et la vicaria de Retz. L'assassinat eut lieu sur l'autel de l'église de Talensac, le 2 ou le 12 novembre 857, avec l'aide du Franc Alcmar. À cette époque, les Vikings sont implantés en Bretagne.
En 863, par le traité d'Entrammes, il acquiert en échange de la paix le territoire d'« Entre deux rivières », c'est-à-dire la région comprise entre la Sarthe et la Mayenne. En contrepartie, il paie désormais au roi des Francs occidentaux un tribut minime. Salomon s'intitule alors « roi de la Bretagne et d'une partie notable de la Gaule ». Les relations entre le roi de Bretagne et le roi des Francs occidentaux restent houleuses les années suivantes, alternant différends et réconciliations.
Le 1er août ou le 25 août 867, le traité de Compiègne lui concède le comté du Cotentin,, l'Avranchin ainsi que les îles Anglo-Normandes. La Bretagne atteint alors son extension géographique maximale. C'est seulement en 868 que le roi des Francs occidentaux Charles II reconnaît officiellement le titre de roi à Salomon, dans un acte de la chancellerie royale franque.

### Salomon et l'Église
Le nouveau roi tient avant tout à régner au nom de Dieu et de la religion, protégeant églises et monastères et multipliant les fondations pieuses comme le monastère Saint-Maxent à Maxent (Ille-et-Vilaine), Saint-Sauveur à Pléchatel, probablement Saint-Aubin à Guérande, etc., et multipliant les largesses en faveur d'autres monastères comme à Redon, Saint-Méen, Paimpont, ou des prieurés comme Saint-Pierre de Plélan. Il replaça à la tête de leurs évêchés, comme l'exigeaient les papes Léon IV, Benoît III, Nicolas Ier, puis Adrien II depuis des années, la plupart des évêques bretons qui avaient été déposés en 848 par Nominoë.
Salomon tente d'obtenir l'indépendance religieuse de la Bretagne par rapport à l'archevêché de Tours, en essayant d'obtenir du pape la constitution de l'évêché de Dol-de-Bretagne en archevêché. La situation restera en suspens (Dol étant archevêché de facto), mais Rome ne clarifiera officiellement la situation qu'en 1076, où le pallium est accordé à l'archevêque Éven. Cependant, en 1199, le pape Innocent III met fin à la controverse, en affirmant l'autorité de Tours sur les évêchés bretons.

### Fin du règne
Après avoir lutté une quinzaine d'années contre les Vikings lors de leurs raids, il parvient à les expulser de Bretagne et aide même Charles le Chauve à les chasser d'Angers. L'année suivante Salomon, duc des Bretons, fait la paix avec les Normands habitant sur la Loire et récolte avec ses Bretons le vin des territoires qui lui appartenaient au pays d’Angers. L'année suivante, il participe avec son armée aux côtés de Charles le Chauve au siège de la ville d'Angers, que les Vikings occupaient après l'avoir dévastée. À cette occasion, selon les annales de Saint-Bertin, favorables aux Francs, son fils Guigon se recommande au roi et prête serment en présence de ses fidèles.
À la fin de son règne, il se retire dans un monastère pour expier le meurtre d'Erispoë. C'est là que son gendre Pascweten et le gendre d'Erispoë, Gurwant, ainsi que son neveu Guigon, fils de Rivelen, le livrent aux Francs « Fulcoald et d'autres », qui, après avoir capturé et sans doute exécuté son fils Guigon, crèvent les yeux du roi et l'assassinent le lendemain (874). Le roi Salomon est ainsi assassiné le 25 juin 874. Des hypothèses placent le lieu de sa mort soit à La Martyre (Finistère), soit sur l'ancienne trève du Merzer, aujourd'hui rattachée à Langoëlan (Morbihan).
« Salomon se réfugia dans l'église d'un monastère où il fut pris et traité avec une sauvagerie inouïe. On lui arracha les yeux avec tant de violence qu'il en mourut dans la nuit ». Sa mort le fait proclamer martyr par le peuple et l’Église catholique romaine,. Son corps fut inhumé dans le monastère de Plélan ou dans celui de Maxent, conformément au désir qu'il avait exprimé de reposer aux côtes de son épouse, la reine Wenbrit. Plus tard, son corps fut enlevé, probablement lors d'une des invasions normandes, et transporté jusqu'à Pithiviers, où une partie de ses reliques reposent dans l'église Saint-Salomon et Saint-Grégoire. Cependant une autre partie de ses reliques resta ou revint en Bretagne ; l'église Saint-Salomon de Vannes, détruite en 1793 pendant la Révolution française, possédait quelques ossements du saint.

### Légende
Chronologiquement il n'est pas identifiable avec le pseudo  roi Salomon qui, selon la Chronique de Saint-Brieuc, aurait rencontré le roi Cadwallon à « Kidaleth » (c'est-à-dire Saint-Malo), et lui aurait fourni 10 000 soldats afin de combattre les « Saxons ».

## Union et postérité
Salaün épousa Wembrit, dont il eut une fille et deux fils attestés de son vivant : 
- Prostlon, épouse de Pascweten († avant 876) ;
- Riwallon († après 871) ;
- Wigon († vers 874) ;
- Albigeon[31] ? († après 871).

## La dévotion à Saint Salomon

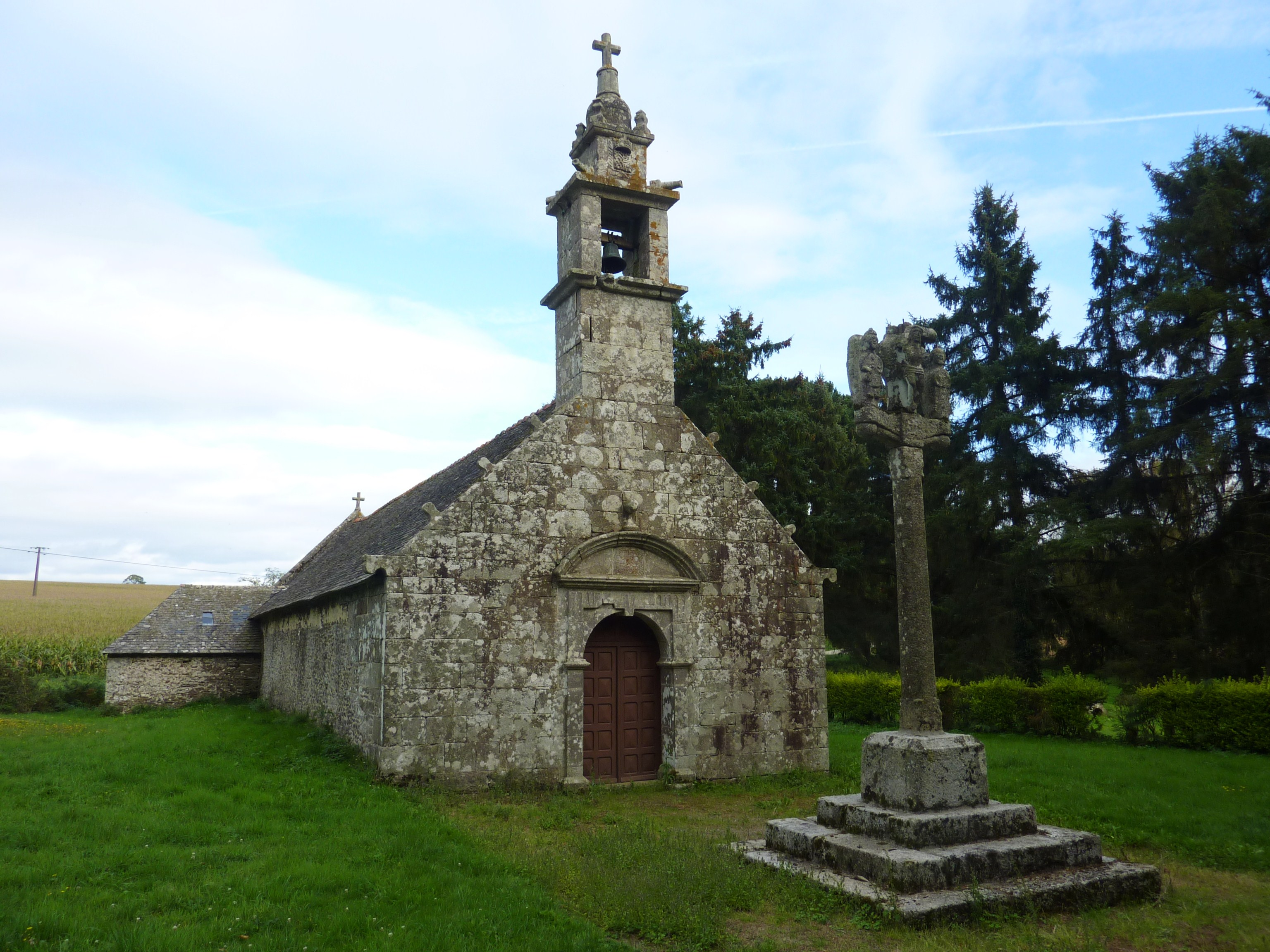
La chapelle Saint-Salomon et son calvaire à Plouyé.

Quelques décennies après son décès, Salomon fit déjà l'objet d'une vénération particulière et, à partir du XIe siècle, il est régulièrement cité dans les chansons de geste, jusque dans des textes de Girart de Roussillon ; les Ducs de Bretagne le mirent volontiers en avant, soulignant son titre royal.
- Saint Salomon est le patron de la ville de Pithiviers (Loiret). En 932, la dépouille de Saint Salomon, Roi de Bretagne et Martyr, fut déposée dans l'église Saint-Georges à Pithiviers, appelée par la suite église Saint-Salomon et Saint-Grégoire. Le grand vitrail au dessus du maître-autel évoque la charité de Saint Salomon et son martyre.
- Le diocèse de Vannes l'honorait traditionnellement d'une fête annuelle chaque 25 juin. Une église Saint-Salomon existait à Vannes, détruite en 1793. La rue Saint-Salomon menait à une porte du même nom.
- Langoëlan (Morbihan) : L'ancienne trève du Merzer, rattachée désormais à Langoëlan, aurait été le lieu de l'assassinat du Roi Salomon. Une fontaine dédiée à Saint Salomon borde la rivière du Scorff en contrebas de l'emplacement d'une ancienne chapelle, aujourd'hui détruite, consacrée à Salomon. La statue de Saint Salomon[33] datant du XVIIe siècle, présente dans l'édifice détruit, a été transférée à l'église dans le bourg de Langoëlan. La chapelle latérale de l'église paroissiale Saint-Barnabé où se trouve la statue est consacrée à Saint Salomon.
- Plouyé (Finistère) : la chapelle Saint-Salomon date du XVIIe siècle. Traditionnellement, son pardon était marqué par un culte très particulier concernant les chevaux[34].
- La Martyre (Finistère) : cette paroisse aurait été le théâtre, le 25 juin 874, de l'assassinat de Salomon, Roi de Bretagne, à l'endroit même où est placé aujourd'hui le maître-autel de l'église paroissiale[35]. L'église paroissiale Saint-Salomon possède un reliquaire en argent, en forme de chapelle, du XVIe siècle, dit de saint Salomon (avec poinçon P. G. répété). L'église possède aussi une statue de Saint Salomon.
- Des statues de Saint Salomon existent à Landivisiau et à Maxent. L'église Saint-Maxent possède un vitrail représentant Saint Salomon accordant des privilèges à une terre qu'il donne pour la fondation d'un monastère[30].